# Valea Cerului
Valea Cerului (słow. Čerpotok) – wieś w Rumunii, w okręgu Bihor, w gminie Suplacu de Barcău. W 2011 roku liczyła 450 mieszkańców.